# Hymenaphorura montana
Hymenaphorura montana is een springstaartensoort uit de familie van de Onychiuridae. De wetenschappelijke naam van de soort is voor het eerst geldig gepubliceerd in 1921 door Handschin.